# Peligros
Peligros es una localidad y municipio español situado en la parte central de la comarca de la Vega de Granada, en la provincia de Granada, comunidad de Andalucía. Limita con los municipios de Pulianas, Maracena, Albolote, Calicasas y Güevéjar. Por su término discurre el río Juncaril.
El municipio peligreño es una de las treinta y cuatro entidades que componen el Área Metropolitana de Granada, y comprende los núcleos de población de Peligros —capital municipal— y Monteluz.
En la actualidad alberga la sede social del diario Ideal, el más importante del sureste peninsular. Se encuentra situado 5 kilómetros de la capital de provincia, Granada.

## Toponimia
El nombre de este municipio tiene una clara raíz latina, del tiempo del Imperio romano, al proceder del término Paluculum que a su vez vendría de Palus-Paludis y Paludi-Paludiculum, que significa lugar donde existe una laguna de aguas estancadas y peligrosas. Aunque según el historiador y arabista Luis Seco de Lucena Escalada, el topónimo Peligros procede del latín Periculum ("peligro" en singular) y que fueron los romanos los que dieron el nombre a este lugar situado a unos ocho kilómetros al noroeste respecto de la antigua Ilíberis.
Más tarde serían los árabes quienes, en su avance hacia el norte, convirtieron el lugar en alquería del alfoz granadino, transformando igualmente el anterior topónimo en Garyat Biriquius o Bericulos. Finalmente el nombre derivó en Peligros por influjo de la nueva lengua castellana que confundió la desinencia en "os" del término árabe por una forma del plural.

## Historia
Se sabe que en este sitio hubo asentamientos romanos, los primeros de su historia, con al menos dos villas que se construyeron en los siglos II y III. Durante la dominación islámica se llamó Bericlox y fue una alquería de la Vega, como lugar estratégico de Elvira o Ilíberis. En 1431, tuvo lugar en sus proximidades y hacia la zona de Elvira, la Batalla de La Higueruela entre cristianos y musulmanes, durante la cual el ejército granadino perdió más de diez mil efectivos.
Cuando terminó la Reconquista y se normalizó el asentamiento de los propietarios en sus respectivos lugares, de las veinte familias que volvieron a Peligros, dieciséis eran de origen musulmán, las cuatro restantes eran cristianas. Entre la última década del siglo XV y el año 1578, la población se mantuvo estacionaria. Tras la expulsión de los moriscos se quedó con apenas un centenar de habitantes y se desarrolló en el siglo XVIII, a cuyo comienzo se hizo el primer censo conocido como Vecindario de Campoflorido y Urtariz (1712-1717), a partir del cual se readaptó la economía y tomó personalidad propia, tanto administrativa como eclesiástica.
Al ser expulsados los moriscos, a raíz del levantamiento de éstos, solamente quedaron en el pueblo cinco familias, pero seguidamente, cuando la repoblación definitiva, se asentaron en él dieciséis colonos que definitivamente fueron los que con sus raíces, formaron el entorno del pueblo. Era en el año 1578, la población era de veintiuna familias con 84 habitantes en total, lo que demuestra que casi todas las familias que llegaron de Castilla la Vieja, León y Galicia a hacer la repoblación, eran parejas de recién casados con poca descendencia hasta entonces.
Un siglo después de la repoblación, o sea en el siglo XVII, había cincuenta y siete vecinos, frente a los doscientos con que contaba Pulianas, pero en el año 1840, su población aumentó en un 200 % como demuestra el diccionario de aquel año cuyo texto es el siguiente:

Peligros.-Pueblo de la provincia de Granada, situado al N.O. de la capital, a una legua y cuarto de la Puerta de Elvira, Tiene una sola calle y un barrio de cuevas. su población es de 157 vecinos, equivalentes a 759 almas.

En la actualidad hay una población de 11 352 habitantes, debido a su cercanía con la capital granadina, al igual que muchos otros pueblos del área metropolitana, se ha convertido en un "pueblo dormitorio", se ha desarrollado bastante, tanto en población como en infraestructuras. Un 2,39 % de su población censada es extranjera (272 habitantes).
El gran cambio que ha experimentado, hace olvidar lo que fue aquel pequeño pueblo hace décadas, se ha expandido bastante y cuenta con numerosos edificios de dos o tres plantas, urbanizaciones y nuevos barrios, las calles no paran de remodelarse y adaptarse a la actualidad, las casas viejas de derriban y dan paso a nuevas edificaciones que hacen de este, un pueblo moderno, donde apenas hace falta desplazarse a la capital para disponer de cualquier servicio.

### Sucesos
El 19 de abril de 1956 hubo un fuerte terremoto en Albolote que provocó la muerte a 13 personas. Debido a la cercanía de ambos municipios, en Peligros se sintió con intensidad este sismo. La alarma fue general, los objetos cayeron y afectó a unas 400 viviendas aunque de forma leve, pues solo cincuenta de ellas tenían grietas importantes y fue necesario evacuar otras siete casas por peligro de derrumbe. El Gobierno de la Nación costeó la reconstrucción de las viviendas en peor situación.
El desaparecido barrio de las cuevas sufrió en varias ocasiones grandes inundaciones en décadas recientes. En una ocasión, debido a las lluvias torrenciales, un matrimonio que no era de Peligros y que circulaba en su vehículo por la carretera entre Güevéjar y Granada, pereció ahogado. Su automóvil fue arrastrado por las aguas y quedó atrapado en la boca del túnel del canal que atraviesa Peligros, mientras que el cuerpo de la señora por la fuerza del agua llegó hasta la misma carretera de Bailén-Motril. Debido a estos sucesos tan repetidos, a los habitantes de dicho barrio les fueron entregadas unas viviendas en otra zona del pueblo. Hoy en día, la zona de Las Cuevas no existe, parte se rellenó con toneladas de tierra y en dicho lugar se ubica un aparcamiento público exterior, el recinto ferial, instituto, viviendas, etc.

## Geografía
El municipio de Peligros se encuentra a unos 5 kilómetros de la ciudad de Granada, desde la que se llega a través de la autovía GR-30, dirección Jaén, donde se toma la salida 5 para llegar al centro del pueblo.

## Demografía
Peligros cuenta con una población de 11 674 habitantes (INE 2024).
| Gráfica de evolución demográfica de Peligros entre 1842 y 2021                                                      |
| |
| Población de derecho según los censos de población del INE Población de hecho según los censos de población del INE |

## Economía
Su economía principal se basa en la agricultura (avena, melón, aceite) y el comercio (con 1221 establecimientos) que dan trabajo a unos 1080 empleados. El mercado laboral en 2006 registra un desempleo de unos 442 parados y unos 5339 contratos de los que unos 690 son indefinidos. La renta familiar disponible por habitante está entre 9300 y 10200 euros.

### Evolución de la deuda viva municipal
El concepto de deuda viva contempla sólo las deudas con cajas y bancos relativas a créditos financieros, valores de renta fija y préstamos o créditos transferidos a terceros, excluyéndose, por tanto, la deuda comercial.
| Gráfica de evolución de la deuda viva del Ayuntamiento de Peligros entre 2008 y 2022                                  |
| |
| Deuda viva del Ayuntamiento de Peligros, en miles de euros, según datos del Ministerio de Hacienda y Función Pública. |

## Política local

### Elecciones municipales
Los resultados en Peligros de las elecciones municipales celebradas en mayo de 2023, son:
| Elecciones Municipales - Peligros (2023) | Elecciones Municipales - Peligros (2023) | Elecciones Municipales - Peligros (2023) | Elecciones Municipales - Peligros (2023) | Elecciones Municipales - Peligros (2023) |
| Partido político                         | Partido político                         | Votos                                    | Votos                                    | Concejales                               |
| ---------------------------------------- | ---------------------------------------- | ---------------------------------------- | ---------------------------------------- | ---------------------------------------- |
|                                          | Ganemos Peligros Para la Gente (PGPE)    | 2812                                     | 52,19 %                                  | 10                                       |
|                                          | Partido Popular (PP)                     | 1017                                     | 18,87 %                                  | 3                                        |
|                                          | Partido Socialista Obrero Español (PSOE) | 808                                      | 14,99 %                                  | 2                                        |
|                                          | Vox                                      | 396                                      | 7,34 %                                   | 1                                        |
|                                          | IU Para la gente                         | 320                                      | 5,93 %                                   | 1                                        |

## Cultura
Peligros dispone en cuanto a la información una biblioteca, además del periódico de información local "Peligros". En el polígono industrial Asegra está el diario Ideal, líder en Andalucía Oriental. El centro de educación de adultos se dedica a la enseñanza de los mayores y los tres colegios junto al Instituto, a los niños y adolescentes. Varias guarderías privadas se encargan de los más pequeños.

### Fiestas
El 23 de enero se celebra la festividad del santo patrón, San Ildefonso, donde su hermandad religiosa año tras año realiza una procesión con cohetada y castillo de fuegos artificiales.
La Semana Santa destaca por su procesión el Domingo de Ramos, la salida de la Virgen de los Dolores siguiendo al Cristo crucificado, con Viacrucis, el Viernes Santo, (antiguamente era el Jueves Santo cuando salía la procesión del Cristo crucificado y el Viernes Santo el Santo Sepulcro seguido de la Virgen de los Dolores).
El Mercado Medieval de Peligros se celebra cada año, desde el año 2013 y ya se ha convertido en un acontecimiento muy destacable.
El día de la Cruz, 3 de mayo, es otro día importante en el municipio.
El 25 de mayo tiene lugar la llamada fiesta de las Mozuelas, de tradición religiosa con una procesión en la que las jóvenes solteras y sin novio (las mozuelas) preceden al Santísimo Sacramento arrojándole flores, como desagravio por el expolio que los franceses hicieron en la iglesia durante su estancia en España, produciéndose la muerte de un hijo del sacristán. Estos hechos ocurrieron el 25 de mayo de 1811. En esta procesión también participan los niños que han celebrado su Primera Comunión en ese año, vestidos con su traje de comunión.
Desde hace unos años se han hecho muy populares las hogueras de la Noche de San Juan (noche del 23 de junio), en las que unas dos mil personas celebran esta noche con agua, queimada y fuego, amenizada con música, un pasacalles y un espectáculo pirotécnico. Llegada la media noche, se quema una enorme hoguera.
A mediados de julio acoge un Festival Internacional de Folclore.
A mediados de julio se celebran las fiestas Populares, que se vienen haciendo desde principios de los años sesenta. Hasta hace unos años era en agosto, y en dichas fiestas se iba en romería al pantano de Cubillas. En la actualidad no se celebra dicha romería, hay una feria de día y otra de noche. La de noche actualmente se ubica en las afueras, en un recinto acondicionado. La feria de día en la plaza de los Patos, en dicha zona se instala un microclima para hacer más llevadero el calor. El domingo, una paellada o la degustación de chacina ayuda a reponer fuerzas.
A primeros de octubre se celebra en el Teatro Pablo Neruda, el Festival de Cine de Terror y Fantástico de Peligros.
El 7 de octubre se celebra el día de la patrona, la Virgen del Rosario, con ofrenda floral (flores blancas) el día anterior.
En la segunda quincena de octubre se celebra la Semana de la Oralidad que recupera canciones antiguas, romances, cuentos y leyendas.
En una noche de noviembre, se celebra la fiesta de la Castaña y el Mosto, unas mil quinientas personas celebran la llegada del otoño, doscientos kilos de castañas y trescientos litros de mitad vino sin alcohol y mitad mosto acompañan esta celebración, además de un pasacalle y cuentacuentos. Además hay un concurso de faroles con melones y calabazas decorados.

### Patrimonio
Entre los edificios más destacados se encuentra la iglesia parroquial de San Ildefonso, ubicada en la céntrica plaza 25 de mayo. Data del siglo XVI con estilo mudéjar. Fue levantada sobre la antigua mezquita y ha sufrido numerosas reformas: la primera en el año 1522, la segunda la restauró Villegas en 1561, obra que culminaría en 1568. En 1610 el maestro Vico se encargó de restaurar el techo que filtraba agua por diversos puntos. En 1625 serían los maestros Francisco Potes y Martín de Escobar los encargados de una nueva reforma. En 1656 y años siguientes, los maestros Juan Sarabia y Juan Marín realizaron la mayor reforma. Un siglo después y hasta la actualidad ha tenido varias reformas, como la renovación del tejado, la casa del cura en sus espaldas, la nueva sacristía, las campanas automáticas, etc.
Conserva un retablo de estilo barroco instalado en 1755 y dos importantes imágenes: un crucificado atribuido a la escuela de José de Mora y una Inmaculada Concepción que podría ser de la de Alonso Cano.
La nueva iglesia de Ntra. Señora del Rosario inaugurada el 6 de abril de 2003, de estilo moderno y donde actualmente se celebran la mayoría de los actos litúrgicos, se encuentra en las inmediaciones del popular barrio Casasnuevas.
La Casa Árabe, un edificio contemporáneo de estilo neomudéjar, tan de moda a finales del siglo XIX. Se encuentra enclavado sobre la supuesta puerta medieval de Granada y es algo así como una pequeña fortificación palaciega. Junto a esta casa se encuentra la fuente de los Patos, el parque municipal con su anfiteatro.
En su término se encuentra el polígono industrial ‘La Unidad’ de Asegra, uno de los primeros de la provincia granadina.

### Deporte
En deporte cuenta con el equipo de fútbol Vandalia C.F. de Peligros, su equipo de fútbol sala (Peligros Fútbol Sala) y la peñas deportivas, la piscina municipal y el polideportivo.

### Gastronomía
Los platos más típicos de los peligreños son el arroz con carne de caza (conejo, perdices o choto). Otro plato son las gachas de higos, que aunque son típicas de Algarinejo, también hay muchos peligreños que las elaboran.

## Ciudades hermanadas
- Miyek, Sáhara Occidental[4]
- Parral, Chile
- Perú, Lima